# 인도유럽인
인도유럽인(Indo-European) 또는 인도유럽 제족(Indo-European peoples)은 인도유럽어족 계열의 언어를 사용하는 민족들의 총칭이다.

## 기원
인도유럽제족의 조상은 기원전 36세기전부터 캅카스산맥에 거주하면서 유목 생활을 하며 인도유럽조어를 사용한 원시 인도유럽인들이며, 이들이 기원전 24세기에서 기원전 20세기 사이에 동쪽과 서쪽으로 이동하면서 인도유럽인들의 분화가 시작되는데, 동진한 인도유럽인들은 이후 안드로노보 문화를 형성하며 인도이란인들로 분화되면서 인도 아대륙에 들어가 인도아리아인으로 발전하거나 이란고원이나 중앙아시아에 정착하여 이란계 민족으로 발전하였고, 동진한 인도유럽인들 중 일부는 인도이란인으로 분화되지 않고 토하라인 같은 독자 분파로 분화되었으며, 유럽으로 서진한 인도유럽인들은 켈트족, 게르만족, 라틴 민족, 슬라브족, 발트족으로 분화되었다. 그 기원의 시기는 학자들마다 다르지만 공통적으로 갈라진 시기를 기원전 25세기에서 20세기로 보고 있다.

## 인도유럽제족
- 원시 인도유럽인 : 오늘날 모든 인도유럽민족의 조상이다.
- 킴메르인 : 캅카스와 흑해의 북쪽 영역에 거주하였는데 지금 우크라이나와 러시아 남부이다.
- 리디아인 : 아나톨리아 지방의 리디아를 다스렸던 인도유럽민족으로 히타이트인과 관련되어 있다.
- 히타이트인 : 오늘날의 아나톨리아 지역에서 히타이트어를 사용하던 인도유럽민족으로, 히타이트 제국을 건설하였다.
- 트라키아인 : 인도유럽어족의 일종인 트라키아어를 사용한 인도유럽민족으로, 유럽 중앙과 남동부의 넓은 지역에 걸쳐 살았던 종족으로 그리스의 '일리아스'에서 첫 기록으로 나타나는데 그들은 트로이 전쟁에서 그리스에 맞섰던 트로이의 동맹으로 묘사되고 있다.
- 도리아인: 바다 민족의 구성 민족들 중 하나인 인도유럽민족으로 발칸 반도로 남하하여 스파르타, 코린토스 등의 폴리스를 건설한 종족이다.
- 다키아인 : 다키아어를 사용한 인도유럽민족으로 다키아 왕국을 건설하였다.
- 일리리아인 : 오늘날 발칸 반도의 서부에 일리리아 제국을 고대 마케도니아 옆에 건국하였다. 후에 마케도니아에 복속된다.
- 알바니아인
- 그리스인
- 아르메니아인
- 토하라인
- 인도이란인
  - 인도아리아인
  - 이란족
- 켈트족
  - 게일인
  - 브리튼인
- 슬라브족
  - 동슬라브족
  - 서슬라브족
  - 남슬라브족
- 게르만족
  - 북게르만족
  - 서게르만족
  - 동게르만족
- 발트족
- 로망스족
- 아나톨리아인
- 이탈리아족
  - 라틴족

## 같이 보기
- 인도유럽조어
- 인도유럽어족
- 원시 인도유럽 신화
- 원시 인도유럽인
- 아리아 인종

## 참고 자료
- "In Search of the Indo-Europeans: Language, Archaeology and Myth" by J. P. Mallory, ISBN 0-500-27616-1
- "The Kurgan Culture and the Indo-Europeanization of Europe: Selected Articles Form 1952 to 1993" von Marija Gimbutas u.a., ISBN 0-941694-56-9
- "Encyclopedia of Indo-European Culture" ed. James Mallory, D. Q. Adams, ISBN 1-884964-98-2
- Anthony, David W. (2007), 《The Horse, The Wheel and Language: How Bronze-Age Riders from the Eurasian Steppes Shaped the Modern World》
- Anthony, David (Spring–Summer 2019a). “Archaeology, Genetics, and Language in the Steppes: A Comment on Bomhard”. 《Journal of Indo-European Studies》 47 (1–2). 2020년 1월 9일에 확인함.
- Anthony, David W. (2019b). 〈Ancient DNA, Mating Networks, and the Anatolian Split〉.   Serangeli, Matilde; Olander, Thomas. 《Dispersals and Diversification: Linguistic and Archaeological Perspectives on the Early Stages of Indo-European》. BRILL. 21–54쪽. ISBN 978-9004416192.
- Dolukhanov, Pavel M. (1996), 《The Early Slavs: Eastern Europe from the Initial Settlement to the Kievan Rus》, New York: Longman, ISBN 0-582-23627-4
- Fortson, Benjamin W. (2004), 《Indo-European Language and Culture: An Introduction》, Blackwell Publishing
- Jeong, Choongwon (2019년 4월 29일). “The genetic history of admixture across inner Eurasia languages in Europe”. 《Nature Ecology and Evolution》 (Nature Research) 3 (6): 966–976. doi:10.1038/s41559-019-0878-2. hdl:10871/36562. PMC 6542712. PMID 31036896.
- Kuzmina, Elena E. (2007).  Mallory, J. P., 편집. 《The Origin of the Indo-Iranians》. BRILL. ISBN 978-9004160545.
- Lazaridis, Iosif; Patterson, Nick; Mittnik, Alissa; Renaud, Gabriel;  외. (2014). “Ancient human genomes suggest three ancestral populations for present-day Europeans”. 《Nature》 513 (7518): 409–413. arXiv:1312.6639. Bibcode:2014Natur.513..409L. doi:10.1038/nature13673. PMC 4170574. PMID 25230663.
- Mallory, J. P. (1997), 〈Yamna Culture〉, 《Encyclopedia of Indo-European Culture》, Fitzroy Dearborn
- Mathieson, Iain (2018년 2월 21일). “The Genomic History of Southeastern Europe”. 《Nature》 (Nature Research) 555 (7695): 197–203. Bibcode:2018Natur.555..197M. doi:10.1038/nature25778. PMC 6091220. PMID 29466330.
- Morgunova, Nina; Khokhlova, Olga (2013). “Chronology and Periodization of the Pit-Grave Culture in the Area Between the Volga and Ural Rivers Based on 14C Dating and Paleopedological Research”. 《Radiocarbon》 55 (3–4). doi:10.2458/azu_js_rc.55.16087.
- Pashnick, Jeff (August 2014). “Genetic Analysis of Ancient Human Remains from the Early Bronze Age Cultures of the North PonticSteppe Region”. 《Masters These》 (Nature Research) 737. 2020년 1월 12일에 확인함.